# Чатич, Муса
Муса Чазим Чатич (босн. Musa Ćazim Ćatić; 12 марта 1878, Оджак, Австро-Венгрия — 6 апреля 1915, Тешань (ныне Босния и Герцеговина) — видный боснийский поэт, журналист и переводчик боснякского происхождения. Представитель Возрождения в боснийско-герцеговинской литературе.

## Биография
Служил в австро-венгерской армии, учился в медресе в Стамбуле. Сотрудничал со многими журналами и газетами.
Писал стихи, эссе, критические статьи и переводил для мусульманской библиотеки, продолжал традиции турецкой и персидской поэзии на боснийском языке. В своих стихах обращался к религиозной мусульманской тематике.
Кроме того, он автор ряда лирических, мистических и эротических стихотворений.
Умер от туберкулёза.

## Избранные произведения
Српски понос
Ја сам Србин, српско д’јете,
Српска ми је савијест чиста;
Јуначких ми дједа слава
Ко сунашце жарко блиста.
Ја сам Србин – тим именом
Вјечно ћу се поносити,
Спас српскога славна рода,
На срдашцу свом носити.
Од мог рода, сто јунака
Пр’јетило је грома сили,
И српско су име мачем
На камењу биљежили.
Пред ударцем њиховијем
Тресле су се веље горе,
Ступали су вазда смјело
По мејдану да се боре.
Камо, камо Душан силни?
Камо паша Соколија?
То су дични синци Српства:
Ко зв’језда им слава сија!
Ја сам Србин – гусле имам,
Уз њих тио попијевам,
И љубављу – према Српству
Своје пјесме загријевам,
Славим Марка и Милоша;
Славим храброг Ђерђелеза:
Имам њину успомену,
Бритки ханџар оштра реза.
Па нек ми се душман јави,
Нек на бојно поље дође;
Мене хитац не прима се,
Не може ме резат гвожђе,
Маркова је ово рука,
Топузином знаде бити;
Хамајлија Алијина
Од оштра ме гвожђа штити.
Ја сам Србин – српско д’јете,
За Српство ми душа гори –
Робоваћу српском роду,
Док ме црна смрт не смори.
(1899)

Извор: Српске гусле
- Islamu
- Mirzi Safvetu
- Your eyes
- Misticizam i utjecaj Perzijanaca na tursko pjesništvo
- Osmanlijski pjesnik Galib-dede
- Ciklus o ženi
- Pjesme
- Afijundžija
- Jednoj bogatašici
- Težaku
- Bosna žubori
- U proljeću
- Herceg Bosni
- Povijest moje otadžbine
- Gle, snijeg pada
- Da sam onaj tihi lahor
- Na novo ljeto
- U tišini
- S harfe moje
- Moj život
- Ljubavi
- Ja nijesam sanjar…
- U sevdahu
- Oj šumice mila
- Zimska slika
- Kad vjetrić piri
- Randezvouz
- Pjesnik
- Ja sam vjerni rob ljepote
- U aleji
- Notturno
- Ja sklopio sam oči…
- Vodena vila
- Ja imam dilber-dragu
- U gladnoj noći
- Moje srce
- Noć čežnje
- Opomena
- U sahari života
- Ljubavni akordi
- Ester
- Moja ljubav
- Kur’an
- Grijeh
- Noć ljubavi
- Mystika
- Nostalgija
- Imaginacija
- Ja čekam
- Kurban-Bajramski kandilj
- Kraj Neretve
- Onim kojih se tiče
- U mom atelijeru…
- Moja ispovijest
- Smrt
- Moja vila

## Память
Изображение Мусы Чазима Чатича помещено на конвертируемую марку Боснии и Герцеговины номиналом 50 к. марок.